# Blanca Catalán de Ocón y Gayolá
Blanca Catalán de Ocón y Gayolá (Calatayud, Zaragoza, 1860-Vitoria, 1904) fue una botánica española, considerada la primera mujer especialista en la materia en España.

## Biografía
Catalán de Ocón nació en 1860 en la localidad zaragozana de Calatayud, pero desde pequeña residió con su familia en Monreal del Campo, Teruel. Su madre, Loreto de Gayolá, educada en Suiza, alentó a sus hijas a desarrollar sus intereses por la botánica y la entomología y les inculcó el amor por la naturaleza, que disfrutaron sobre todo en la casa de “La Campana” en Valdecabriel, en la sierra de Albarracín, donde pasaban largas temporadas.
Al igual que su hermana Clotilde Catalán de Ocón, cultivó también la poesía. 

## Trayectoria

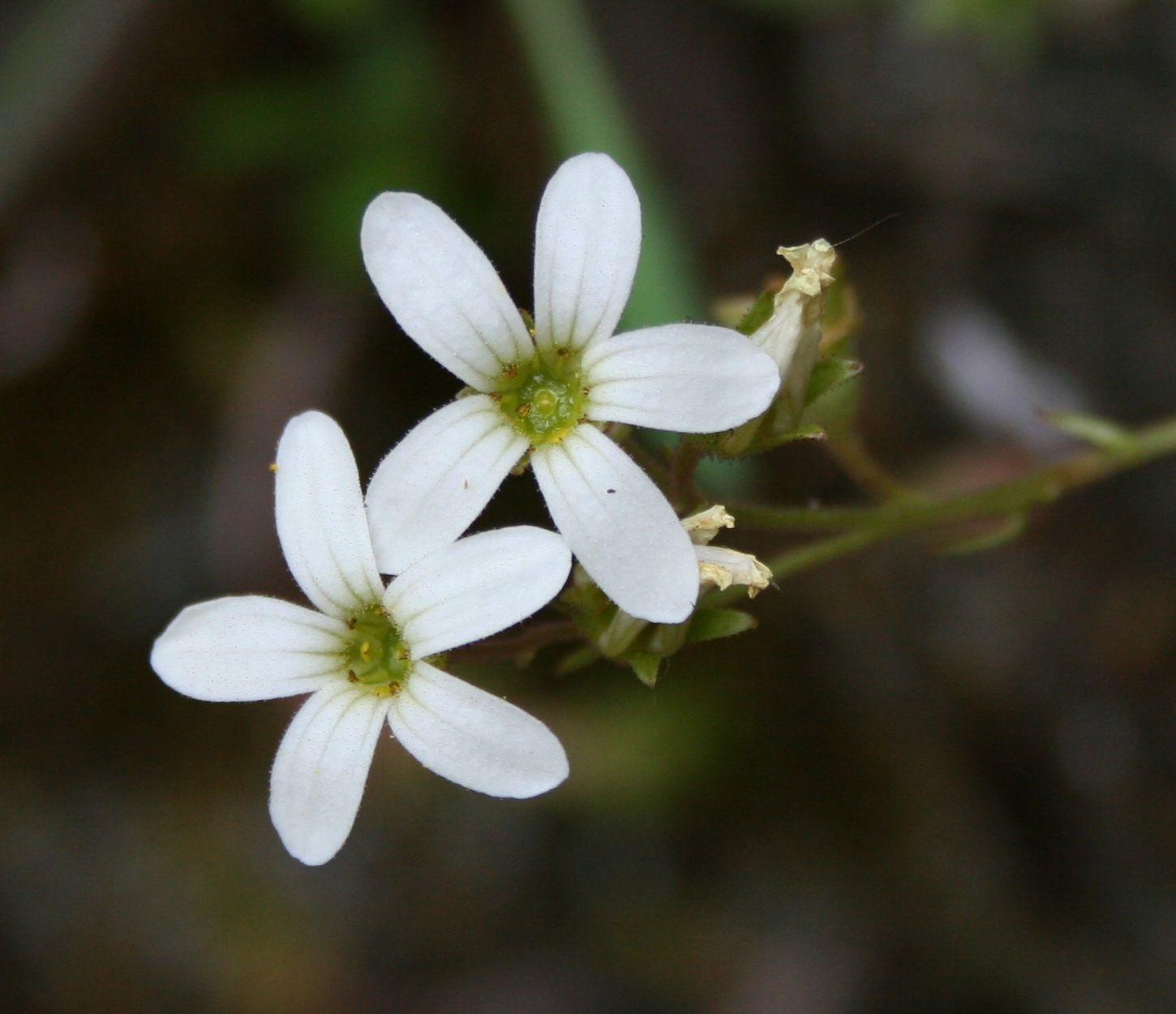
Saxifraga carpetana, bautizada como S. blanca por el botánico H. M. Willkomm

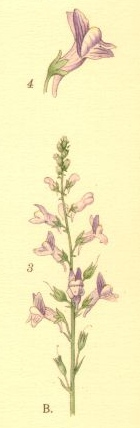
Ilustración de Linaria alba

Blanca Catalán de Ocón realizó un herbario con plantas de la zona de Albarracín, algunas de las cuales eran especies desconocidas. El canónigo y botánico de Albarracín, Bernardo Zapater, la puso en contacto con el botánico alemán Heinrich Moritz Willkomm, que preparaba su gran Prodromus Florae Hispanicae. Willkomm inscribió el nombre de Blanca junto a los principales recolectores de plantas en su obra sobre la flora española, y representa en una lámina la Saxifraga blanca.
Fue reconocida también por el botánico aragonés, Francisco Loscos Bernal, lo que convirtió a Catalán de Ocón en la primera botánica española que inscribió su nombre en la nomenclatura científica universal. Loscos Bernal también se haría eco esos mismos años de los trabajos de la naturalista en su Tratado de plantas de Aragón. Se relacionó también con el botánico valenciano Carlos Pau, quién dedicó a Blanca Catalán de Ocón el nombre de la especie Linaria blanca (renombrada Linaria repens) y describió algunas de las especies que ella le había enviado, como Serratula albarracinensis (renombrada Klasea nudicaulis). En virtud de estas actividades, poco usuales en una mujer de su tiempo, Willkomm, en carta a Zapater en 1879, la consideró “la primera botánica de España”.
Según la última biografía titulada Blanca Catalán de Ocón. La primera botánica española (2024) se conserva un herbario de su autoría, además de un cuaderno de campo con anotaciones y multitud de flores y plantas recolectadas por ella. La biblioteca de la botánica también conservaba el herbario Souvenir des Aigues-Bonnes. Herbier de Botanique des plantes rares de la Vallée d’Ossau, un ejemplar de la flora del sur del país adquirido a un librero y naturalista francés. 
El herbario de Blanca Catalán de Ocón, Recuerdos de la Sierra de Albarracín. Herbario de botánica de plantas raras de Valdecabriel, recoge más de 80 especies recolectadas y distribuidas alfabéticamente, con su correcta nomenclatura en latín según los parámetros científicos. Está encuadernado y firmado con sus iniciales: B.C.O. en la portada, por lo que no queda duda de su autoría. La contraportada, por su parte, está ilustrada con un óleo donde se la representa a ella recogiendo flores junto al río. Se trata del herbario original que Blanca Catalán de Ocón realizó durante sus investigaciones botánicas en la Sierra de Albarracín, entre los años 1878 y 1888. 
En 1888, Blanca se casó con el juez de Cartagena Enrique Ruiz del Castillo, destinado al juzgado de Vitoria, y tuvo dos hijos. El 17 de marzo de 1904 falleció de una enfermedad pulmonar.
En 2019, la escritora Claudia Casanova publicó la novela Historia de una flor, basada en la vida de Blanca Catalán de Ocón.
En 2022 el Ayuntamiento de Madrid puso su nombre a una zona verde en el Distrito Municipal de Retiro, Jardín Blanca Catalán de Ocón.
En 2024, Elisa Garrido Moreno, investigadora y docente de la Universidad Autónoma de Madrid, ha publicado la biografía Blanca Catalán de Ocón. La primera botánica española (Ed. Sicomoro), donde se hace un análisis de los principales logros científicos de la botánica, analizando sus aportaciones en el contexto de la ciencia española del siglo XIX.